# Ammonioalunite
L'ammonioalunite è un minerale appartenente al gruppo dell'alunite descritto nel 1988 in base ad una scoperta avvenuta a The Geysers nella contea di Sonoma in California.
Oltre ad essere stato trovato in natura, il minerale è stato sintetizzato aggiungendo (NH4)2SO4 a Al2(SO4)3·18H2O in acqua distillata e facendoli reagire a 150 °C in autoclave per due giorni.
È l'equivalente dell'alunite con ammonio (NH4+) al posto del potassio (K+).
L'ammonioalunite è praticamente insolubile in acido cloridrico diluito a caldo mentre si scioglie lentamente in acido solforico diluito a caldo.

## Morfologia
L'ammonioalunite generalmente si trova sotto forma massiva o in aggregati miscelati con minerali silicei, i cristalli sono molto piccoli (20 µm), ben formati e di aspetto romboedrico.

## Origine e giacitura
Questo minerale si rinviene nelle sorgenti termali in condizioni particolari: l'ambiente deve essere molto acido, ricco di ammonio e solfati ma povero di potassio e con temperature inferiori ai 100 °C. Questo spiega perché l'ammonioalunite è molto più rara dell'alunite.